# Dušan Petković (1974)
Dušan Petković (in serbo Душан Петковић?; Belgrado, 13 giugno 1974) è un ex calciatore serbo, di ruolo centrocampista.

## Carriera
Nel 2006 venne convocato dal padre Ilija Petković nella rosa della Nazionale serbomontenegrina che avrebbe preso parte al Mondiale 2006 come sostituto dell'infortunato Mirko Vučinić, ma i media nazionali criticarono la scelta del padre che fece marcia indietro.